# Chiesa di Sant'Eulalia (Sant'Ilario d'Enza)
La chiesa di Sant'Eulalia è la parrocchiale di Sant'Ilario d'Enza, in provincia di Reggio Emilia e diocesi di Reggio Emilia-Guastalla; è sede del vicariato della Val d'Enza. 

## Storia
La prima citazione della pieve di Sant'Ilario d'Enza risale al 1220. Questa pieve aveva come filiali le chiese di Calerno, Ponte Enza, Gattatico, Agrume e Martorano. L'attuale parrocchiale venne edificata nel XVII secolo ed ampiamente rimaneggiata nel Settecento. Il 2 gennaio 1813 la chiesa passò dalla diocesi di Parma a quella di Reggio; questo cambio fu annullato il 25 maggio 1814. Nel 1821, però, la parrocchiale venne aggregata, questa volta definitivamente, alla diocesi di Reggio Emilia. Nel 1879 fu rifatta la facciata. Nel 1902 venne demolito l'antico campanile, ormai pericolante, che non era altro che una torre medioevale adattata allo scopo. Quello attuale fu eretto nel 1914 su progetto dell'architetto Lamberto Marchese Cubani da Parma. Tra il 1916 ed il 1919 la chiesa venne abbellita e completamente ristrutturata. Il terremoto del 1987 danneggiò l'edificio, il quale divenne oggetto di un importante restauro, conclusosi nel 1992, che fu supervisionato dall'architetto Quintilio Prodi.